# Строфант щетинистый
Строфа́нт щети́нистый, или Строфа́нт волоси́стый (лат. Strophanthus hispidus) — тропическое растение; вид рода Строфант семейства Кутровые (Apocynaceae).

## Ботаническое описание
Строфант щетинистый — крупная древовидная лиана, реже кустарник или дерево, с длинными слегка вьющимися раскидистыми побегами.
Листья перекрёстно-супротивные, реже в мутовках по 3—4 штуки, эллиптические, с заострённой верхушкой, опушённые.
Цветки правильные. Чашечка глубокопятираздельная. Венчик воронковидный с пятилопастным отгибом. Лепестки с длинными, свисающими, лентообразными, перекрученными, оттянутыми концами, длиной 20—25 см и шириной 1 мм. В зеве цветка имеется 5 маленьких двузубчатых красных выроста. Окраска венчика снаружи белая, внутри жёлтая, часто с пятнами.
Плод состоит из двух сильно заострённых к верхушке стручкообразных, тёмно-коричневых или коричнево-фиолетовых продольно-бороздчатых листовок, диаметром 3—5 см и длиной 35—40 см, горизонтально расходящихся при созревании. Семена многочисленные, ланцетовидные, плоские, длиной 10—17 мм, тёмно-бурые, слегка опушённые, несущие на верхушке ость длиной 5—6 см, которая в верхней части имеет султанчик из перисторасположенных серебристо-белых волосков.

## Распространение и среда обитания
Растёт в Западной Африке от Сенегала до Анголы в густых тропических лесах.

## Химический состав
В семенах строфанта щетинистого содержатся сердечные гликозиды, главные из которых К-строфантозид, цимарин — до 1,47 %, субаин (G-строфантин). Помимо этого, семена содержат холин, тригонеллин, сапонины, жирное масло до 30,5 %. Кора корней содержит сердечные гликозиды, холин и тригонеллин.

## Значение и применение
Используются семена, освобождённые от летучек и волосков. Из семян получают препараты строфанта (настойка строфанта, строфантин К), применяющиеся при декомпенсации сердечной деятельности при пороках сердца, острой сердечной недостаточности на почве нефрита, отёка лёгких, сердечной астмы, инфекционных заболеваний, хронической левожелудочковой недостаточности, декомпенсированном атеросклеротическом кардиосклерозе.

## Таксономия

### Синонимы
По данным The Plant List на 2010 год, в синонимику вида входят:
- Strophanthus bariba Boye & Bereni
- Strophanthus hirtus Poir.
- Strophanthus niger Blondel, nom. inval.
- Strophanthus tchabe Boye & Bereni
- Strophanthus thierryanus K.Schum. & Gilg